# Mélanie Suchet
Pour les articles homonymes, voir Suchet.
Mélanie Suchet, née le 1er septembre 1976 à Saint-Martin-de-Belleville, est une skieuse alpine française.
Depuis sa retraite alpine, elle se consacre aux compétitions automobiles (rallyes-raids), associée à Carole Montillet.

## Palmarès

### Coupe du monde
- Meilleur classement au Général : 13e en 1998.
- 1 succès en course (1 en Super G).

#### Saison par saison
- Coupe du monde 1998 :
  - Super G : 1 victoire (Cortina d'Ampezzo (Italie))

### Arlberg-Kandahar
- Meilleur résultat : 13e place dans la descente 1993-1994 à Sankt Anton

### Championnats de France
Elle a été 4 fois Championne de France Elite dont : 
- 3 fois Championne de France de Descente en 2002, 2003 et 2004
- Championne de France de Super G en 2003

## Rallye-raid
Copilote de Carole Montillet ;
- 2004 et 2005 : Vainqueur du Rallye Aïcha des Gazelles (Catégorie Quads/SSV)
- 2006 : 6e de la Transafricaine Classic
- 2006 et 2007 : 2e du Rallye Aïcha des Gazelles (Catégorie 4×4/Camions)
- 2007 : abandon à la dixième étape du rallye Dakar à la suite d'une panne électronique[1]